# Судацька бухта
Судацька бухта — бухта Чорного моря на південно-східному узбережжі Криму, біля міста Судака. Довжина узбережжя Судацької бухти — близько 6 км. Обмежована скелястим урвистим мисом г. Болвлі (заввишки 78 м), г. Киз-Кулле-Бурун (Кріпосна або Фортечна), на якій розташована Судацька фортеця, та мисом Рибачим. Мис Алчак-Кая поділяє бухту на східну і західну частини. Західна частина бухти має низовинний берег, тут у Судацьку бухту впадає р. Суук-Су. Пляж широкий, складається з осадочних і вулканічних порід та піску. Узбережжя бухти — район рекреації.